# 基思·莫法特
亨利·基思·莫法特 FRS FRSE（Henry Keith Moffatt，1935年4月12日—）是英国数学家，研究领域集中于流体动力学，尤其是磁流体动力学和湍流理论。1980年至2002年间，他担任剑桥大学数学物理学教授。